# Strategy&
Strategy& est la marque de conseil en stratégie de PricewaterhouseCoopers (PwC), l'une des Big Four. Fondée par Edwin G. Booz  en 1914, la société a connu de nombreux changements de nom avant d'opter pour Booz Allen Hamilton en 1943. En 2008, elle s'est séparée de Booz Allen Hamilton sous le nom de Booz & Company, et en 2013, elle a été rachetée par PwC et modifié son nom pour Strategy& en 2014. Au moment de l'acquisition, la société comptait plus de 80 bureaux dans 41 pays.
Strategy& fait partie des meilleurs cabinets de conseil en stratégie selon plusieurs classements, par exemple Vault (classée no 9 dans le monde et no 5 en Europe).
Aujourd'hui la société compte plus de 3 000 salariés travaillant dans 155 pays dans le monde.

## Historique

### Création de Booz Allen Hamilton
Après son diplôme de l'Université Northwestern à Evanston, Illinois en 1914, Edwin G. Booz a développé la théorie selon laquelle les entreprises auraient plus de succès si elles pouvaient faire appel à quelqu'un en dehors de leur propre organisation pour obtenir des conseils impartiaux d'experts. Cette théorie s'est développée en une nouvelle profession - le conseil en stratégie - et le cabinet qui portera son nom.
Booz a créé une petite société de conseil à Chicago, et deux ans plus tard, lui et deux associés ont formé la Business Research and Development Company, devenue plus tard Booz Allen Hamilton. Ce cabinet a mené des analyses et études pour de nombreuses sociétés commerciales. Ce service, que Booz a qualifié de premier du genre dans le Midwest, a rapidement attiré des clients tels que Goodyear, l'Union Stockyards et le Canadian Pacific Railway.
À la fin des années 1950, Time a nommé le cabinet comme « le plus grand et prestigieux cabinet de conseil au monde ».
Booz Allen a été coté en Bourse entre 1970 et 1976, avec une introduction d'offre initiale à 500 000 actions à 24 $ par action.

### De Booz & Company à Strategy&
La société a été répartie entre trois activités : le conseil en secteur public aux États-Unis et en-dehors des USA ainsi que le conseil en management. Ces deux dernières activités ont été regroupées sous le nom de Booz & Company et scindées de Booz Allen Hamilton en 2008 après son acquisition par Carlyle. Après la scission, Booz Allen Hamilton s'est ensuite concentré exclusivement sur les activités de conseil au gouvernement américain. Cependant, à l'expiration de la clause de non-concurrence en 2011, Booz Allen Hamilton a commencé à développer sa pratique de conseil, notamment sur les programmes d'intégration technologique et de cybersécurité .
En 2013, Booz & Company a annoncé la vente à PricewaterhouseCoopers, conditionnée à l'approbation par les régulateurs et au vote des associés de Booz prévu pour décembre 2013. Ceux-ci ont voté en sa faveur en décembre 2013 et l'accord a été conclu en avril 2014. L'acquisition et le changement de nom de Booz & Company en Strategy& ont été annoncés le 4 avril 2014. Le changement de nom, prononcé « Strategy and » était requis par un accord avec l'ancienne société sœur Booz Allen Hamilton selon lequel le nom ou les variantes de Booz ne pourraient jamais être utilisés avec une nouvelle entité juridique.